# Rolls-Royce Conway
Rolls-Royce RB.80 Conway — перший в світі двоконтурний (турбовентиляторний) двигун, запущений в експлуатацію. Відповідно до традиції Rolls, отримав ім'я на честь річки — давньоанглійської назви річки Конуї. Розробка двигуна почалася ще в 1940-ві роки, а в 1950-ті роки були випущені перші екземпляри. Однак застосування його тривало лише з кінця 1950-х до початка 1960-х, так як на той час швидко з'явилися інші, більш досконалі турбовентиляторні двигуни (наприклад, Pratt & Whitney JT3D).

## Створення
На початку 1930-х років сер Френк Уіттл запатентував принцип роботи двоконтурного турбогвинтового двигуна. Застосування двоконтурного в порівнянні зі звичайним турбореактивним двигуном дозволяло знизити витрату палива, але при цьому даний двигун був ефективний лише на швидкостях приблизно до 800 км/г. Проте, незабаром Алан Арнольд Гріффіт почав роботи по створенню даного двигуна, але їх перервали в зв'язку з військовою обстановкою в світі. Після закінчення Другої світової війни ситуація повністю змінилася, тому компанія Rolls-Royce погоджується на створення двоконтурного двигуна.
У 1947 Алан Арнольд Гріффіт представив на розгляд проєкт двигуна з силою тяги 5 тисяч фунтів і в конструкції якого використовувалися елементи таких двигунів, як турбореактивного AJ.65 (Avon) і турбогвинтового AJ.25 (Tweed). Проєкт потім переглядався в жовтні 1947 року і в квітні 1948 року народження, після чого в жовтні 1948 року Rolls-Royce відправила до Міністерства постачання проєкт турбовентиляторного двигуна з силою тяги 9250 фунтів, якому було присвоєно позначення RB.80 і який повинен був бути встановлений на літак Vickers-Armstrongs Pathfinder (прототип Vickers Valiant). У січні 1950 був створений прототип, який отримав позначення Conway RCo.2.

## Варіанти

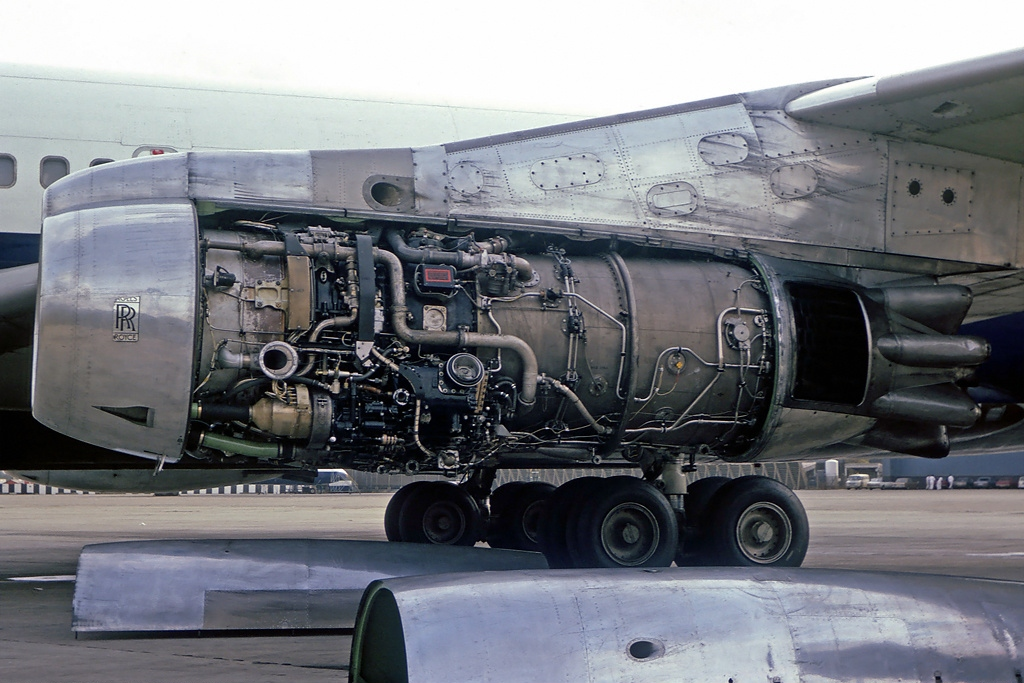
Rolls-Royce Conway 508 зі знятим капотом на Boeing 707-436 компанії British Airtours

1. RCo.2
2. RCo.5
3. RCo.8
4. RCo.10
5. RCo.11
6. RCo.12
7. RCo.17
8. RCo.42
9. RCo.42/1
10. RCo.43

## Двигуни на дисплеї

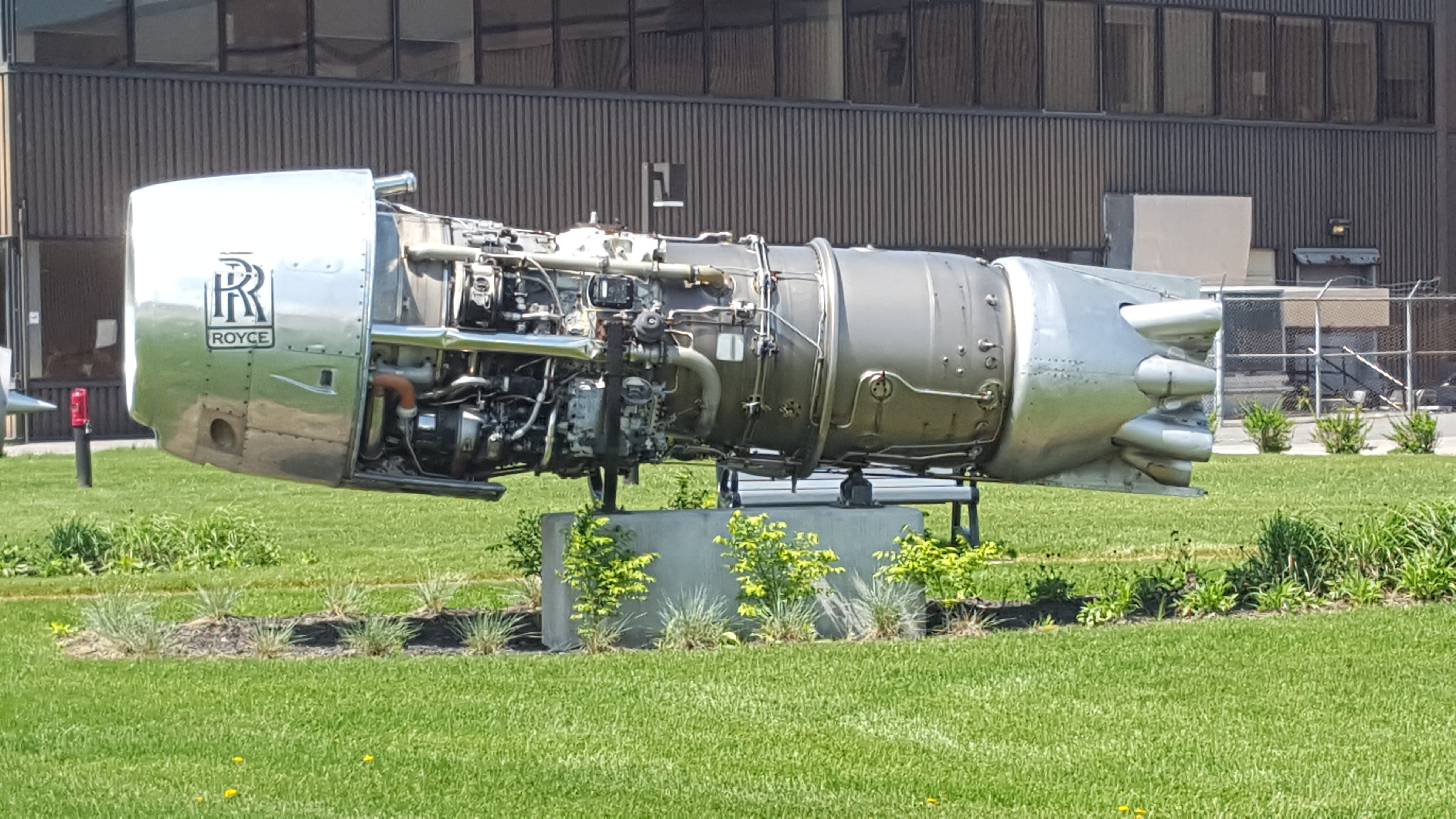
Rolls-Royce Conway

- Збережений двигун Rolls-Royce Conway зображений на відкритому екрані в Королівському авіаційному збройовому музеї Косфорда.
- Farnborough Air Sciences Trust Museum, Фарнборо, Велика Британія.
- Зберігається в Канадському музеї авіації і космосу в Оттаві, Канада.
- Розташовується на газоні перед Lockheed Martin у Сент-Лоран, Канада. (Колишня будівля № 1 Air Canada)
- Розділений Conway відображається у складі стек реактивних двигунів у Національному музеї польоту East Fortune у Шотландії.
- Розділений Conway також можна побачити в музеї Бруклендс у Вейбриджі, Велика Британія.